# Frăsinet (Kolozs megye)
Frăsinet falu Romániában, Erdélyben, Kolozs megyében.

## Fekvése
Asszonyfalvahavas mellett fekvő település.

## Története
Frăsinet korábban Asszonyfalvahavas része volt. 1956-ban vált külön 28 lakossal. 1966-ban 119, 1977-ben 70, 1992-ben 51, a 2002-es népszámláláskor 50 román lakosa volt.